# Hallagårdens naturreservat
Hallagården är ett naturreservat i Skällinge och Rolfstorps socknar i Varbergs kommuni Halland. Det är beläget omkring 3 kilometer nordost om Rolfstorp. Reservatet har en yta på 12,4 hektar. Det inrättades 2006. Marken är privatägd, men förvaltas av Länsstyrelsen i Hallands län.
Hallagården består av en kulle klädd med ekskog, men även med inslag av tall. Ekarna på Hallagården är så kallade krattekar, senvuxna ekar med klena och krokiga stammar. De förekommer ofta på bergigt underlag och på sandig mark. På ekstammarna finns lavarter som mjölig knopplav, grynig filtlav, havstulpanlav och lunglav.
Förmodligen användes Hallagården som betesmark fram till 1800-talets slut. På 1920-talet var området bevuxet med lövskog. Även lavarna på träden bekräftar att skogen är minst 100 år gammal.